# Alexandra Povòrina
Alexandra Povòrina (* 26. Februar 1885 in Sankt Petersburg; † 23. Dezember 1963 in Berlin; eigentlich Alexandra Andrejewna Poworinskaja) war eine russisch-deutsche Malerin der Moderne.

## Familie
Alexandra Povòrina war das älteste von sieben Kindern und stammte aus einer vermögenden, großbürgerlichen Familie. Ihr Vater war Staatsbeamter und wurde geadelt. In erster Ehe heiratete sie den ungarischen Malerschüler Károly Kiss (1884–1953) auf einer Studienreise nach Ungarn. Diese Beziehung hielt jedoch nicht lange. Nach einer komplizierten Scheidung war sie in zweiter Ehe mit dem Maler Friedrich Ahlers-Hestermann verheiratet, den sie 1912 in Paris kennengelernt hatte. Ihr 1916 geborener Sohn André, von dem noch ein kleines Bleistift-Porträt erhalten ist, verstarb wenige Wochen nach seiner Geburt. 1919 wurde ihre Tochter geboren, die Textilkünstlerin Tatiana Ahlers-Hestermann.

## Leben und Werk

### Frühe Jahre
Alexandra Povòrina erhielt bereits als Kind Zeichen- und Malunterricht. Im Alter von 17 Jahren reiste sie in Begleitung ihres Kindermädchens mit ihrer Schwester nach München und begann dort ihr Kunststudium im Atelier von Simon Hollósy. Akademien waren für Frauen erst ab 1918 in der Weimarer Republik zugänglich.
In München lernte sie ihren ersten Mann Károly Kiss kennen. Nach der Hochzeit übersiedelte das Paar ins russische Charkow, damals ein Zentrum der Moderne. Nach der Trennung von ihrem Mann lebte sie für einige Zeit wieder bei ihrer Familie und arbeitete als Kunstlehrerin. 1911 ging sie nach Paris, um dort weiter Malerei zu studieren. Ihr letzter Aufenthalt in Russland wird auf das Jahr 1913 datiert, wo sie in Wjatka eine Art kunsthandwerkliches Feriencamp leitete. Das Ziel war, zusammen mit Bauern und Handwerkern alte kunsthandwerkliche Techniken, die durch die Industrialisierung vom Aussterben bedroht waren, neu zu beleben.
Anschließend kehrte sie wieder nach Paris zurück. Sie bezog ein Atelier in der Rue du Montparnasse neben dem des damals noch unbekannten Bildhauers Constantin Brâncuși. Sie arbeitete im sogenannten „Russenatelier“ (Académie Russe) der Künstlerin Marie Vassilieff, einem der Treffpunkte der Avantgarde-Künstler. Die Auseinandersetzung mit der künstlerischen Avantgarde sollte zu einem elementaren Bezugspunkt für ihre Malerei werden. Im Atelier Vassilieff lernte sie ihren späteren zweiten Ehemann Friedrich Ahlers-Hestermann kennen.
Povòrinas sprichwörtliches Temperament und ihre Unkonventionalität schlugen um 1912 in ihrer Malerei nieder, wie die Erinnerungen Ahlers-Hestermanns bezeugen: „Während in Paris der Kubismus mit eher gedeckten Farben grassierte, fiel Alexandra Povòrina durch die leuchtende Farbigkeit ihrer Bilder und eine spontane, temperamentvolle Malweise auf.“
Aus der Zeit vor dem Ersten Weltkrieg ist keines ihrer Werke erhalten. Ihr Frühwerk aus der Pariser Zeit ist verschollen. Als sie nach der deutschen Kriegserklärung zu Ahlers-Hestermann nach Hamburg reiste, ließ sie ihre Werke im Pariser Atelier zurück. Ab 1914 traf sie sich im kleinen Kreis mit den späteren Hamburger Sezessions-Künstlerinnen Alma del Banco, Anita Rée und Gretchen Wohlwill zum gemeinsamen Arbeiten. Povòrinas Ansehen als Künstlerin festigte sich in Hamburg. 1916 schrieb ein Kritiker in der Neuen Hamburger Zeitung über eine Ausstellung niederdeutscher Künstlerinnen: „Unter den Malerinnen steht die pariserisch-russische Hamburgerin A. Povorina (sic) (…) als eigenwilliges und harmonisches Talent obenan.“

### Neue Wege in der Kunst und Zeit des Nationalsozialismus
Ahlers-Hestermann wurde in Hamburg ein arrivierter Künstler und Lehrer an einer Kunstschule. Povòrina und Ahlers-Hestermann gehörten zu den ersten Mitgliedern der 1919 gegründeten Hamburgischen Sezession. Zahlreiche Reisen unternahm das Künstlerehepaar im Laufe der Zeit nach Franken, Hessen, Berlin sowie regelmäßige Studienreisen nach Süddeutschland. Ab 1921 trafen sie in der Künstlerkolonie auf dem Gutshof Neue Welt in Würzburg mit Malern wie Otto Modersohn sowie Fritz Mühsam zusammen und reisten 1924 nach Ascona in der Schweiz.
In den 1920er Jahren begann Povòrina sich vermehrt mit der Abstraktion von Gegenständen zu beschäftigen. Beeinflusst von Paul Cézanne und Henri Matisse entwickelte sie eine spirituell-abstrakte Kunst, die sie mit den jüngeren deutschen Malern Willi Baumeister, Fritz Winter und Ernst Wilhelm Nay verbindet. Ausgehend von Stillleben mit Früchten und Blumen experimentierte sie immer stärker mit der Verfremdung von Gegenständen.
Nachdem Ahlers-Hestermanns an die Kölner Werkbundschulen berufen worden war, zog die Familie 1928 nach Köln und unternahm von dort aus Reisen nach Paris. Anfang der 1930er Jahre hatte Povòrina Erfolge mit Ausstellungsbeteiligungen und Einzelausstellungen in Deutschland. Auch in Frankreich fand sie Beachtung. In der Kölner Zeit vollzog sich ihre vollkommene Hinwendung zur abstrakten Malerei. Sie malte in den Jahren 1930 bis 1934 etwa 140 Werke, von denen die meisten nicht mehr erhalten sind, da ein großer Teil im Zweiten Weltkrieg nach einem Bombenangriff in einer Potsdamer Wohnung verbrannten.
Povòrina war Mitglied der französischen Gruppe „Abstraction-Création“. In Deutschland setzte sie sich für den Zusammenschluss einer vergleichbaren Gruppe von abstrakten Künstlern ein. Viel ist über dieses Projekt heute nicht mehr bekannt. In Briefen war von dem Gruppennamen „die Imaginisten“ die Rede, doch dieser Name konnte sich nicht durchsetzen und auch die Gruppe kam nicht dauerhaft zu Stande. 1933 führte sie mit anderen deutschen abstrakten Künstlern eine Wander-Ausstellung mit dem Titel „Zeichen und Bilder“ durch, die allerdings kurz darauf, wenige Wochen nach der Eröffnung der zweiten Station im Folkwang Museum in Essen, von den Nationalsozialisten verboten wurde.
Nach der Machtergreifung durch die Nationalsozialisten galten ihre abstrakten Bilder als entartet und sie erhielt 1934 ein Ausstellungsverbot. 1937 wurden in der Nazi-Aktion „Entartete Kunst“ nachweislich aus der Kunsthalle Hamburg und dem Provinzial-Museum Hannover zwei ihrer Gemälde beschlagnahmt. Zudem war sie aus politischen Gründen aus dem Vorstand der Künstlerinnenvereinigung GEDOK herausgedrängt worden. Auch Ahlers-Hestermann wurde sein Amt an der Werkbundschule entzogen. Povòrina gab das Malen auf, widmete sich als Textilkünstlerin dem Entwurf von abstrakten Stoffmustern und trug mit ihren Deko-Entwürfen zum Lebensunterhalt der Familie bei.
In dieser deprimierenden Zeit entstand eine Serie von schwarz-weißer Grafik – vorwiegend Tuschezeichnungen. Die Arbeiten dieser Serie waren die einzigen, in welchen Povòrina die Farbe aus ihrem Werk eliminierte. Die Kunsthistorikerin Anke Münster interpretierte die Reduzierung auf den Schwarz-Weiß-Kontrast als einen „Abschied von der Malerei“.
Im Lauf des Jahres 1939 wurde es dem Künstlerpaar in Köln politisch zu riskant, da sie dort für ihre regimekritische Haltung bekannt waren. Unter anderem hatten sie sich geweigert, bei Aufmärschen der NSDAP die Hakenkreuzfahne aus dem Fenster zu hängen. Sie übersiedelten in die Anonymität der Großstadt Berlin. Das Adressbuch verzeichnet Hestermann z. B. 1943 in der Witzlebenstraße 2, direkt neben dem Reichskriegsgericht.
Während des Zweiten Weltkrieges gingen bei der Bombardierung Berlins einige der besten Arbeiten Povòrinas verloren. Sie zählt damit zu den Künstlern der sogenannten verschollenen Generation.

### 1945 bis 1963
Alexandra Povòrina war von 1946 bis 1952 Dozentin an der Kunsthochschule Berlin-Weißensee. Ihr Ehemann wurde vom neuen Senat der Hansestadt nach Hamburg berufen, um die Landeskunstschule Hamburg neu aufzubauen.
Auch wenn sie nach Kriegsende wieder in einem freieren politischen Klima lebte, fiel es Povòrina nicht leicht, an ihr abstraktes Werk vom Anfang der 1930er Jahre anzuknüpfen. Zudem litt sie an einer nicht ausgeheilten Tuberkulose. Bis zu ihrer Pensionierung im Jahr 1952 war sie vor allem mit ihrer Lehrtätigkeit beschäftigt, sodass der zeitliche Rahmen für die eigene Kunst eng gesteckt war. Dennoch nahm sie zwischen 1951 und 1963 an fast allen Jahresausstellungen des wiedergegründeten Deutschen Künstlerbundes teil.

Sie lebte bis 1952 in Ostberlin und verließ dann die DDR. 1958 gab sie das Malen wegen ihres schlechten Gesundheitszustands völlig auf. Dennoch fand sie einen Weg, die künstlerische Arbeit fortzusetzen, indem sie zum Medium Collage wechselte. Sie schuf zahlreiche Werke auf den unterschiedlichsten Bildträgern. Aus Papierabfällen wie z. B. Fahrkarten, buntem, glitzerndem Stanniolpapier, Federn und Blättern komponierte sie ein eigenständiges Spätwerk. Diese Collagen wirkten leichter und spielerischer als die erhaltenen Gemälde. Diese neue Qualität war der Künstlerin durchaus bewusst. In einer Notiz aus dem Jahr 1960 schrieb sie:

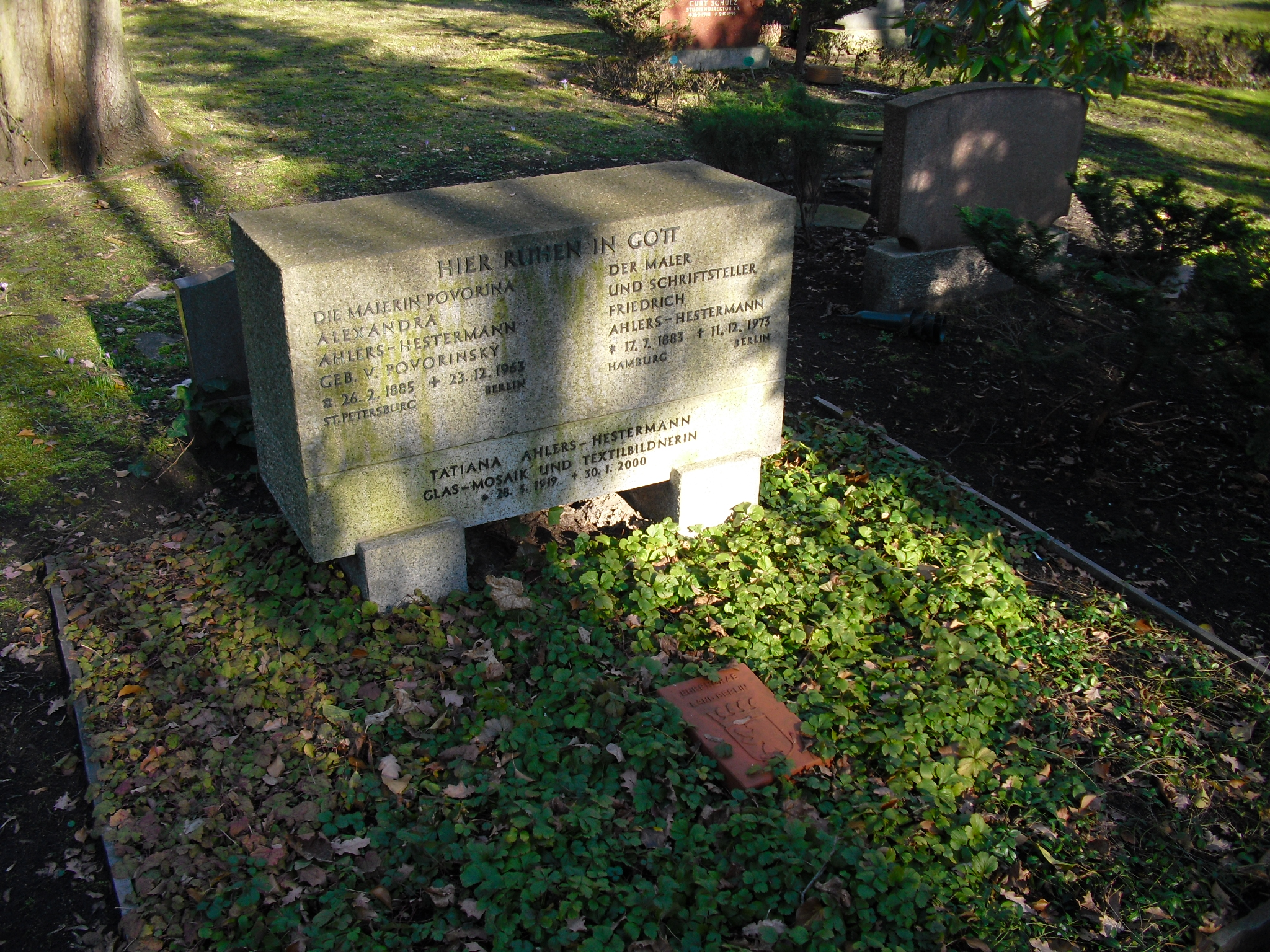
Grab Alexandra Povòrinas, ihres Mannes und ihrer Tochter in Berlin-Reinickendorf

„Zurück von der Hamburger Ausstellung krank, erschöpft. Endlich heute alleine in der Wohnung, versucht sich an den Collagen… : da weniger, dort mehr, ein Schieben ein Spiel … Ein subtiles Wirken, ein Tasten, versuchen sich hingeben der großen, der alleinigen – der Harmonie in ganz Kleinem. Eine Micro-Welt – ein Spiel im Unbestimmten … Doch der Ernst des Lebens für mich – jetzt.“
Alexandra Povòrina starb nach längerer Krankheit an einem Schlaganfall. Einen Auftrag für Kirchenfenster der Kapelle des deutschen Soldatenfriedhofes auf Korsika konnte sie nicht mehr ausführen. Ihre Tochter Tatiana Ahlers-Hestermann realisierte dieses Werk. Povòrinas Nachlass befindet sich im Besitz des Forums für Künstlernachlässe in Hamburg. Ihr Grab befindet sich mit den Gräbern ihres Ehemannes und ihrer Tochter auf dem Dankes-Friedhof in Berlin-Reinickendorf.

## Mitgliedschaften in Künstlervereinigungen
- Neue Gruppe Hamburg (1918)
- Hamburgische Sezession (1919/20 und 1929–1933)
- Deutscher Künstlerbund (1921)[2]
- GEDOK Köln, Gründungsmitglied (1930)
- Abstraction-Création, Paris (1933)
- Verein der Berliner Künstlerinnen

## Werke

### 1937 als „entartet“ beschlagnahmte Werke
- Landschaft bei Ascona (Öl auf Leinwand, 50,7 × 62,4 cm, 1925; Stand 2021 zur Restitution im Kulturhistorischen Museum Rostock)

- Der Kobold (Tafelbild, zerstört)[3]

### Weitere Werke (Auswahl)
- „Knabe vom Ural“, 1913 (Nachlass)
- „Kriegsstillleben“, 1915 (Nachlass)
- „Sommerstrauß“, 1926 (Privatbesitz)
- „Stillleben mit Gipskopf“, 1930, (Öl auf Holz, 81 × 105 cm; Neue Nationalgalerie Berlin)[4]
- „Schwebende Formen auf grünem Grund“, frühe 1930er (Nachlass)
- „Eilendes“, 1931 (Nachlass)
- „Ying und Yang“, 1933 (Nachlass)
- „Strandvision“ (Öl auf Leinwand, 58,5 × 70,5 cm, 1949; Berlinische Galerie)[5]
- „Fragmente der Erinnerung“ (Fragmente, Nachlass), 1950[6]
- „Stille Kräfte“, vor 1956 (Nachlass)
- „Pflanzliches“ (Öl auf Leinwand, 68 × 78 cm, 1958/1959; Berlinische Galerie)[7]

## Ausstellungen (Auswahl)

### Einzelausstellungen
- Galerie Becker-Newman, Köln 1930
- Provinzialmuseum Hannover (heute Niedersächsisches Landesmuseum Hannover) 1932
- Galerie Franz, Berlin 1948
- Galerie Schüler, Berlin 1957
- Künstlerclub „Die Insel“, Hamburg 1960
- „Collagen“, Haus am Waldsee, Berlin 1961
- Haus am Lützowplatz, Berlin 1966
- Kunsthalle Bremen, Kupferstichkabinett, 1966

### Ausstellungsbeteiligungen
- Galerie Commeter, Hamburg 1915 und 1916
- Neue Gruppe Hamburg, Hamburg 1918
- Werke aus Hamburgischem Privatbesitz. Hamburger Kunsthalle, 1925
- Deutscher Künstlerbund, Staatenhaus, Köln 1929[8]
- Kölner Künstler, Kölnischer Kunstverein 1930
- Frauen von Frauen gemalt, Kunstverein Hamburg 1931
- Alexandra Povòrina und Naum Slutzky, Kunstverein Hamburg 1932
- Zeichen und Bilder, Nassauischer Kunstverein, Wiesbaden u. Museum Folkwang, :Essen, 1932/1933
- Deutscher Künstlerbund, Hamburg 1933
- Les Surindépendants, Paris 1933
- Blick in die Volkskunst, Altonaer Museum, Hamburg 1939
- 1. Nachkriegsausstellung der Hamburger Sezession, Hamburg 1945
- Symbol und Mythos in der zeitgenössischen Kunst, Akademie der Künste, Berlin, 1963
- A. Povòrina, K. Flake, R. Lüder, Kunstverein Oldenburg 1968
- F. Ahlers-Hestermann, T. Ahlers-Hestermann, A. Povòrina, Wilhelmshaven 1970
- Vom Dadamax bis zum Grüngürtel, Kunstverein Köln 1975
- Als der Krieg zu Ende war, Kunst in Deutschland 1945–1950, Berlin 1975
- Künstlerinnen International, Schloss Charlottenburg, Berlin 1977
- Abstraction-Création 1931–1936, Münster/Musée d’Art Moderne de la Ville de Paris 1978
- Zwischen Widerstand und Anpassung, Akademie der Künste, Berlin 1978
- Verfolgt und Verführt, Kunst unter dem Hakenkreuz, Hamburger Kunsthalle 1983
- Das Verborgene Museum, Akademie der Künste, Berlin 1987
- Künstlerinnen der Hamburger Sezession, Torhaus Elmshorn 1987
- Malerinnen in Hamburg 1900–1930, Galerie Herold, Hamburg 1990
- Die Sammlung Hermann-Josef Bunte. Deutsche Malerei des XX. Jahrhunderts. Hamburger Kunsthalle/Hamburger Sparkasse u. a., Hamburg 1999
- Hamburgische Sezession 1919–1933, Galerie Herold Hamburg 1991
- Kunst in Hamburg 1870–1950, Galerie Herold, Hamburg 1996
- Kunst in Hamburg 1880–1950, Galerie Herold, Hamburg 1997
- Hamburgische Sezession, Galerie Herold, Hamburg 2000
- Alexandra Povòrina und Hannes Maria Flach, Flach-Archiv, Köln 2000
- Alexandra Povòrina, Werke aus dem Nachlass, Hamburger Sparkasse, Hamburg 2002
- „Ausstellungspremiere. Das Forum für Nachlässe präsentiert Werke von elf Künstlerinnen und Künstlern.“ Künstlerhaus Sootbörn, Hamburg 2005
- Eine Hamburger Künstlerfamilie. Friedrich Ahlers-Hestermann – Alexandra Povòrina – Tatiana Ahlers-Hestermann. Forum für Nachlässe von Künstlerinnen und Künstlern Künstlerhaus Sootbörn, Hamburg (18. April bis 2. Mai 2010)

## Veröffentlichungen

### Ausstellungskataloge
- Alexandra Povòrina – Gemälde und Collagen 1913–1960, Bezirksamt Tiergarten von Berlin, Amt für Kunst, o. J.
- Alexandra Povòrina, Alma del Banco, Anita Rée, Kunsthaus Hamburg 1966.
- Alexandra Povórina, Friedrich Ahlers-Hestermann, Tatiana Ahlers-Hestermann, Kunstverein Flensburg 1969.
- Als der Krieg zu Ende war. Kunst in Deutschland 1945–1950, Akademie der Künste, Berlin 1972.
- Von Dadamax bis zum Grüngürtel. Köln in den zwanziger Jahren, Kölnischer Kunstverein 1975.
- Der Anteil der Frau an der Kunst der 20er Jahre, Galerie Pels-Leusden, Berlin 1977.
- Alexandra Povòrina, Werke aus dem Nachlass, Hamburger Sparkasse, 2002.
- Forum für Nachlässe von Künstlerinnen und Künstlern e. V. Ausstellungspremiere. Künstlerhaus Sootbörn, Hamburg 2005.
- Gemälde, Zeichnungen und Collagen – Die Malerin Alexandra Povòrina (1885–1963), Forum für Nachlässe von Künstlerinnen und Künstlern e. V., Künstlerhaus Sootbörn, Hamburg 2006.

### Eigene Veröffentlichungen
- Rede zur Gründung der GEDOK in Köln, 1929.
- Abschrift aus einem Brief an Alexander Dorner über ihre Kunstanschauung, 1932.
- Vorträge über Farbenlehre in der Kölner GEDOK, 1933.
- Aufsatz über Maria Slavona, FAZ.
- Gedanken zu Collagen, o. J.